# Louis Glineux
Louis Glineux, belgijski lokostrelec, * 10. december 1849, †  ?.
Sodeloval je na lokostrelskem delu poletnih olimpijskih igrah leta 1900 v disciplini Sur la Perche à la Herse, kjer je osvojil tretje mesto.